# Виланова д'Асти (Асти)
Виланова д'Асти (итал. Villanova d'Asti) је насеље у Италији у округу Асти, региону Пијемонт.
Према процени из 2011. у насељу је живело 3798 становника. Насеље се налази на надморској висини од 260 м.

## Становништво
| 1931. | 1936. | 1951. | 1961. | 1971. | 1981. | 1991. | 2001. | 2011. |
| ----- | ----- | ----- | ----- | ----- | ----- | ----- | ----- | ----- |
| 2.936 | 2.917 | 2.784 | 3.031 | 3.767 | 4.423 | 4.391 | 4.717 | 5.774 |